# 李斯德山
李斯德山（英語：Mount Lister）是南極洲的山峰，屬於皇家學會嶺的一部分，海拔高度4,025米，是該山脈的最高點，該山峰在1901至1904年期間被英國探險隊發現，以皇家學會會長命名。